# 1861 Komenský
1861 Komenský là một tiểu hành tinh vành đai chính với chu kỳ quỹ đạo là 1917.4515790 ngày (5.25 năm).
Nó được phát hiện ngày 24 tháng 11 năm 1970.